# Awaking of Rhythm And Blues
『Awaking of Rhythm And Blues』（アウェーキング・オブ・リズム・アンド・ブルース）は、日本のロックバンド、THE BAWDIESの通算2枚目のアルバム。

## 概要
- 前作より約2年ぶりのアルバム。アナログ盤も同時発売。全曲オリジナル楽曲で構成されている。
- ポール・ウェラーが来日時に本作を聴いて一発で気に入り、即座にセッションの話を持ちかけられたが、スケジュールが合わず断念した[1]。

## 収録曲
1. Just Pick Up Your Phone (3:30)
（作詞・作曲：渡辺亮）
2. It's A Crazy Feelin' (3:08)
（作詞・作曲：渡辺亮）
3. I BEG YOU (2:42)
（作詞・作曲：渡辺亮）
1stシングル曲
4. I'm In Love With You (2:56)
（作詞・作曲：渡辺亮）
5. My Little Joe (2:53)
（作詞・作曲：舟山卓）
6. I'm So Lost Without You (3:23)
（作詞・作曲：渡辺亮）
7. Stop Your Lying (2:16)
（作詞・作曲：渡辺亮）
8. Mr Big Man (2:49)
（作詞・作曲：木村順彦・渡辺亮）
9. Love You In Every Way (2:43)
（作詞・作曲：渡辺亮）
10. Baby Me (2:59)
（作詞・作曲：渡辺亮）
11. Don't Fight It, Feel It (1:50)
（作詞・作曲：渡辺亮）
12. Shake Your Hips (2:27)
（作詞・作曲：渡辺亮）

全編曲：THE BAWDIES